# Telescópio de Trinta Metros
O Telescópio de Trinta Metros (TMT) será um telescópio que será construído no Havaí, Estados Unidos. O telescópio é projetado para observações a partir do próximo-ultravioleta ao infravermelho médio (0,31 a 28 mm). Uma óptica adaptativa sistema iria corrigir o desfoque de imagem causado pela atmosfera da Terra. Em comprimentos de onda maiores do que 0,8 mm, essa correção permitiria observações com dez vezes a resolução espacial do telescópio espacial Hubble da NASA. O TMT seria mais sensível do que as actuais telescópios terrestres por fatores de 10 (modo de ver natural) a 100 (modo adaptativo óptica). Se concluídas dentro do cronograma, o TMT seria o primeiro da nova geração de telescópios extremamente grandes .
O custo do telescópio foi estimada em 2009 para ser 970 milhões de dólares para US$ 1,2 bilhões; o financiamento não havia sido completamente levantado em meados de 2011, apesar de 100 milhões de dólares já foram gastos em obras de engenharia, design e local de avaliação. A administração do telescópio é feita pela Universidade da Califórnia e por California Institute of Technology (CALTECH).